# Jesé
Jesé Rodríguez Ruiz, ismertebb nevén Jesé (Las Palmas, 1993. február 26.) spanyol labdarúgó, a Johor Darul játékosa.
2011-ben debütált a Real Madridban, amivel ő lett a klub valaha volt legfiatalabb pályára lépő labdarúgója. 2013-ban a világ legjobb fiatal játékosának választották. A 2012–13-as szezonban a Segunda División-ban elnyerte a Zarra-trófeát, és a Real Madrid történetének első játékosa lett, aki 20 találatnál többet jegyzett egy idényben. 2012-ben az U19-es labdarúgó-Európa-bajnokság gólkirálya lett Észtországban 5 góllal, amihez 342 percre volt szüksége. A tornagyőzelem után, ami a válogatott 9. sikere volt, Spanyolország részt vehetett a 2013-as U20-as labdarúgó-világbajnokságon.

## Pályafutása

### Real Madrid
Jesé Las Palmas városában született a Kanári-szigeteken. 2007-ben 14 évesen csatlakozott a Real Madrid akadémiájához. 2011. január 16-án debütált a Real Madrid Castilla csapatában a spanyol harmadosztályban a Las Palmas CF elleni 5–0-ra megnyert hazai mérkőzésen. A sikeres 2010–11-es szezont követően, melyben 17 bajnoki gólt szerzett a Juvenil A csapatban, felkerült a tartalék csapatba.
2011 nyarán az amerikai turné alkalmával a Los Angeles Galaxy elleni felkészülési mérkőzésen debütált José Callejón cseréjeként. Augusztus 3-án a kínai Kuangcsou Evergrande ellen megszerezte első gólját is Ángel Di María passzából.
2011. december 7-én a Bajnokok Ligájában az Ajax Amsterdam ellen a kispadon kapott szerepet, de pályára nem lépett. Hat nappal később a kupában is debütált a SD Ponferradina elleni mérkőzésen. José Mourinho a csapat második gólját szerző Cristiano Ronaldo cseréjeként a 77. percben lépett pályára. 2012. március 24-én a bajnokságban is bemutatkozott, a Real Sociedad ellen a 81. percben váltotta Ronaldót.
2013. június végén 2018-ig meghosszabbították szerződését és az új menedzsernél, Carlo Ancelottinál végleg az első csapat tagjává vált. Október 2-án a FC København elleni Bajnokok Ligája mérkőzésen a 81. percében debütált. Október 26-án ő szerezte az egyetlen madridi gólt az El Clásicón, amit Cristiano Ronaldo passzából szerzett a 2–1-re elvesztett rangadón. November 23-án a második félidőben lépett pályára az UD Almería ellen és két gólpasszt osztott ki. Karim Benzemának és Iscónak adott gólt érő passzt. Egy hónappal később megszerezte második bajnoki találatát is a Valencia CF ellen idegenben 3–2-re megnyert bajnoki találkozón. A következő bajnoki mérkőzésen a Celta Vigo ellen 3–0-ra megnyert hazai mérkőzésen Karim Benzemának adott gólpasszt.
2014. január 9-én a CA Osasuna elleni kupa mérkőzésen első gólját szerezte meg a kupában a Santiago Bernabéu stadionban. A negyeddöntő második mérkőzésén az RCD Espanyol ellen ismét eredményes tudott lenni a kupában. Február 2-án a bajnokságban az Athletic Bilbao ellen csapata egyetlen találatát szerezte az 1–1-s döntetlennel záruló mérkőzésen. Három nappal később az Atlético de Madrid elleni kupamérkőzésen volt ismét eredményes. Három nappal később ismét bajnoki mérkőzésen talált az ellenfél kapujába, valamint gólpasszt adott Benzemának a Villarreal elleni 4–2-re megnyert mérkőzésen. Nyolc nappal később a Getafe CF ellen volt eredményes.
2014. március 18-án a Bajnokok Ligájában a Schalke 04 csapata ellen a 3. percben hordágyon vitték le a pályáról, az orvosi vizsgálatok kimutatták, hogy elülső keresztszalag-szakadást szenvedett a jobb térdében. Két nappal később Augsburgban megműtötték, de a szezon során már nem léphetett pályára.
9 hónappal később, 2014. december 2-án térhetett vissza a spanyol kupa 32. fordulójában a UE Cornellà ellen, ahol Sami Khedirat váltotta 57 perc után, és meg is szerezte az utolsó gólt a 9–1-es győzelem során. Később bekerült a gárdának abba a keretébe, amely megnyerte a 2014-es FIFA-klubvilágbajnokságot. 2015. február 4-én eredményes tudott lenni a Sevilla ellen. Folyamatosan küzdött azért, hogy visszakerüljön a kezdőbe, de a 23 mérkőzésből csupán 3 alkalommal volt ott a kezdő tizenegyben. 
A 2015–16-os kiírásban is legtöbbször csak csere volt és mindössze 1252 percet töltött a pályán az egész idényben, de így is szerzett 6 gólt és a társainak 8 gólpasszt kiosztott. A Bajnokok Ligájában, amelyet csapata megnyert, is csak kevés szerep jutott neki. Ez volt az utolsó éve a madridi klubnál, ahol a felnőttek között 4 szezon alatt 94 alkalommal lépett pályára, melyeken 18 gólig jutott.

### Paris Saint-Germain
2016. augusztus 8-án 5 évre aláírt a francia Paris Saint-Germain csapatához 25 millió euró ellenében. A szerződésében rögzítettek egy érdekes záradékot, amely kimondta, hogy a PSG a jövőben nem adhatja el Jesét az FC Barcelonának. Augusztus 13-án mutatkozott be Hatem Ben Arfa cseréjeként a Bastia elleni idegenbeli siker alkalmával. Ezután rövid időre harcképtelenné vált, ugyanis elszenvedett egy kisebb vakbélgyulladást. November 19-én tért vissza a Nantes ellen. A találkozón büntetőből volt eredményes. December 11-én a Lille ellen debütált a francia ligakupában is, majd ő szerezte csapata harmadik gólját. Az idényben gyenge játéka és a kevés lehetőség miatt Unai Emery azt javasolta, hogy a téli átigazolási időszakban keressen egy új csapatot.
A 2018–19-es szezonra visszatért Párizsba, de az új vezetőedző Thomas Tuchel nem számított rá és csupán egy alkalommal cserélte be, a Strasbourg ellen az utolsó percekben 2019. január 23-án.
2020. január 29-én egy percet játszott a Metz ellen. Később a bajnokságot felfüggesztették, majd hivatalosan is lezárták, így ő is megkapta a bajnoki címért járó aranyérmet. A 2020–21-es új szezonra maradt a PSG-nél. 2020. szeptember 10-én a Lens elleni 1–0-s vereség, október 16-án pedig a Nîmes ellen 0–4-re megnyert találkozón volt ott csereként.
December 6-án a klubvezetőség hivatalosan bejelentette, hogy közös megegyezéssel felbontották a szerződését.

#### Kölcsönadások
A francia egyesületnél eltöltött évei alatt többször is kölcsönadták. 2017. január 31-én fél évadra a Las Palmashoz, 2017. augusztus 16-án az angol Premier League-ben szereplő Stoke Cityhez az egész 2017–18-as bajnokságra, 2019. január 29-én fél évre a spanyol Real Betishez, 2019. szeptember 2-án pedig a portugál Sportinghoz.

### Las Palmas
2021. február 1-jén aláírt korábbi csapatához, a spanyol másodosztályú Las Palmashoz.

### Ankaragücü
2022. június 29-én 1+1 évre szerződtette a török Ankaragücü csapata.

### Sampdoria
2023. február 10-én az olasz Sampdoria csapatához csatlakozott a szezon végéig szóló szerződéssel, amit egy évvel meg lehet hosszabbítani.

### Coritiba
2023. szeptember 6-án az év végéig szóló szerződést írt alá a Coritiba csapatával.

### Johor Darul
2024. október 5-én a malák Johor Darul szerződtette.

### A válogatottban
2009-ben debütált a spanyol U16-os válogatottban, majd a spanyol U17-es válogatott tagjaként részt vett a 2010-es U17-es labdarúgó-Európa-bajnokságon, ahol a döntőben kaptak ki az angol U17-es válogatottól.
Az Észtországban tartott 2012-es U19-es labdarúgó-Európa-bajnokságon is részt vett. Négy gólt lőtt a csoport mérkőzések során, mesterhármast szerzett a portugál U19-es csapat ellen. Az ötödik gólját a görögök ellen szerezte meg a döntőben, amivel a torna gólkirálya lett.
A 2013-as U20-as labdarúgó-világbajnokságra utazó keret tagja volt, egy hónappal a torna előtt debütált a válogatottban egy barátságos mérkőzésen Paraguay ellen. A világbajnokságon a csoportmérkőzések során kiemelkedő teljesítményt nyújtott. Az amerikaiak ellen duplázott az első mérkőzésen, majd Ghánának győztes gólt lőtt. A harmadik mérkőzésen a francia válogatottnak is lőtt egy gólt a 2–1-re megnyert mérkőzésen. Csoportelsőként jutottak tovább a nyolcaddöntőbe, ahol a mexikóiak ellen kerültek össze. Jesé a mérkőzést eldöntő találatot szerezte a mérkőzés utolsó pillanataiban, ezzel továbbjuttatva csapatát a negyeddöntőbe. Az uruguayiak ellen hosszabbításban kaptak ki 1–0-ra. Jesé a torna bronzcipőse lett.

## Statisztika

### Klubcsapatokban
2022. december 27-én frissítve.
| Klub                    | Szezon           | Liga               | Liga  | Liga | Kupa  | Kupa | Ligakupa | Ligakupa | Európa | Európa | Egyéb | Egyéb | Összesen | Összesen |
| Klub                    | Szezon           | Bajnokság          | Mérk. | Gól  | Mérk. | Gól  | Mérk.    | Gól      | Mérk.  | Gól    | Mérk. | Gól   | Mérk.    | Gól      |
| ----------------------- | ---------------- | ------------------ | ----- | ---- | ----- | ---- | -------- | -------- | ------ | ------ | ----- | ----- | -------- | -------- |
| Real Madrid B           | 2010–11          | Segunda División B | 3     | 0    | —     | —    | —        | —        | —      | —      | —     | —     | 3        | 0        |
| Real Madrid B           | 2011–12          | Segunda División B | 39    | 10   | —     | —    | —        | —        | —      | —      | —     | —     | 39       | 10       |
| Real Madrid B           | 2012–13          | Segunda División   | 38    | 22   | —     | —    | —        | —        | —      | —      | —     | —     | 38       | 22       |
| Real Madrid B           | Összesen         | Összesen           | 80    | 32   | —     | —    | —        | —        | —      | —      | —     | —     | 80       | 32       |
| Real Madrid             | 2011–12          | La Liga            | 1     | 0    | 1     | 0    | —        | —        | 0      | 0      | 0     | 0     | 2        | 0        |
| Real Madrid             | 2013–14          | La Liga            | 18    | 5    | 8     | 3    | —        | —        | 5      | 0      | 0     | 0     | 31       | 8        |
| Real Madrid             | 2014–15          | La Liga            | 16    | 3    | 3     | 1    | —        | —        | 3      | 0      | 1     | 0     | 23       | 4        |
| Real Madrid             | 2015–16          | La Liga            | 28    | 5    | 1     | 0    | —        | —        | 9      | 1      | —     | —     | 38       | 6        |
| Real Madrid             | Összesen         | Összesen           | 63    | 13   | 13    | 4    | —        | —        | 17     | 1      | 1     | 0     | 94       | 18       |
| Paris Saint-Germain     | 2016–17          | Ligue 1            | 9     | 1    | 0     | 0    | 1        | 1        | 4      | 0      | 0     | 0     | 14       | 2        |
| Paris Saint-Germain     | 2018–19          | Ligue 1            | 0     | 0    | 1     | 0    | 0        | 0        | 0      | 0      | 0     | 0     | 1        | 0        |
| Paris Saint-Germain     | 2019–20          | Ligue 1            | 1     | 0    | 0     | 0    | 0        | 0        | 0      | 0      | 0     | 0     | 1        | 0        |
| Paris Saint-Germain     | 2020–21          | Ligue 1            | 2     | 0    | 0     | 0    | 0        | 0        | 0      | 0      | 0     | 0     | 2        | 0        |
| Paris Saint-Germain     | Összesen         | Összesen           | 12    | 1    | 1     | 0    | 1        | 1        | 4      | 0      | 0     | 0     | 18       | 2        |
| Las Palmas (kölcsönben) | 2016–17          | La Liga            | 16    | 3    | 0     | 0    | —        | —        | —      | —      | —     | —     | 16       | 3        |
| Stoke City (kölcsönben) | 2017–18          | Premier League     | 13    | 1    | 0     | 0    | 0        | 0        | —      | —      | —     | —     | 13       | 1        |
| Real Betis (kölcsönben) | 2018–19          | La Liga            | 14    | 2    | 2     | 0    | —        | —        | 2      | 0      | 0     | 0     | 18       | 2        |
| Sporting (kölcsönben)   | 2019–20          | Primeira Liga      | 12    | 1    | 1     | 0    | 2        | 0        | 2      | 0      | 0     | 0     | 17       | 1        |
| Las Palmas              | 2020–21          | Segunda División   | 16    | 2    | 0     | 0    | —        | —        | —      | —      | 0     | 0     | 16       | 2        |
| Las Palmas              | 2021–22          | Segunda División   | 41    | 11   | 0     | 0    | —        | —        | —      | —      | 0     | 0     | 41       | 11       |
| Las Palmas              | Összesen         | Összesen           | 57    | 13   | 0     | 0    | —        | —        | —      | —      | 0     | 0     | 57       | 13       |
| Ankaragücü              | 2022–23          | Süper Lig          | 14    | 2    | 2     | 3    | —        | —        | —      | —      | 0     | 0     | 16       | 5        |
| Karrier összesen        | Karrier összesen | Karrier összesen   | 278   | 66   | 19    | 7    | 3        | 1        | 21     | 1      | 1     | 0     | 328      | 75       |

### Góljai a válogatottban
| #                 | Időpont             | Helyszín                                   | Ellenfél          | Gól               | Eredmény          | Kiírás                                              |
| U20-as válogatott | U20-as válogatott   | U20-as válogatott                          | U20-as válogatott | U20-as válogatott | U20-as válogatott | U20-as válogatott                                   |
| ----------------- | ------------------- | ------------------------------------------ | ----------------- | ----------------- | ----------------- | --------------------------------------------------- |
| 1.                | 2013. június 21.    | Türk Telekom Arena, Isztambul, Törökország | USA               | 0–1               | 1–4               | 2013-as U20-as labdarúgó-világbajnokság             |
| 2.                | 2013. június 21.    | Türk Telekom Arena, Isztambul, Törökország | USA               | 0–3               | 1–4               | 2013-as U20-as labdarúgó-világbajnokság             |
| 3.                | 2013. június 24.    | Türk Telekom Arena, Isztambul, Törökország | Ghána             | 1–0               | 1–0               | 2013-as U20-as labdarúgó-világbajnokság             |
| 4.                | 2013. június 27.    | Türk Telekom Arena, Isztambul, Törökország | Franciaország     | 2–0               | 2–1               | 2013-as U20-as labdarúgó-világbajnokság             |
| 5.                | 2013. július 2.     | Türk Telekom Arena, Isztambul, Törökország | Mexikó            | 2–1               | 2–1               | 2013-as U20-as labdarúgó-világbajnokság             |
| U21-es válogatott |                     |                                            |                   |                   |                   |                                                     |
| 1.                | 2013. szeptember 5. | UPC-Arena, Graz, Ausztria                  | Ausztria          | 2–6               | 2–6               | 2015-ös U21-es labdarúgó-Európa-bajnokság selejtező |
| 2.                | 2013. szeptember 9. | Estadio Las Gaunas, Logroño, Spanyolország | Albánia           | 0–4               | 0–4               | 2015-ös U21-es labdarúgó-Európa-bajnokság selejtező |

## Sikerei, díjai

### Klubcsapatokban
Real Madrid B
- Spanyol harmadosztály: 2011–12

Real Madrid
- Spanyol bajnok: 2011–12
- Spanyol kupa: 2013–14
- Bajnokok Ligája:  2013–14, 2015–16
- FIFA-klubvilágbajnokság: 2014

Paris Saint-Germain
- Francia bajnok: 2019–20[42]
- Francia szuperkupa: 2017

### A válogatottban
Spanyolország U17
- U17-es labdarúgó-Európa-bajnokság döntős: 2010

Spanyolország U19
- U19-es labdarúgó-Európa-bajnokság győztes: 2012

### Egyéni
- U19-es labdarúgó-Európa-bajnokság gólkirály: 2012
- U20-as labdarúgó-világbajnokság bronzcipő: 2013

## Hivatkozás
- A Real Madrid profilja (angol nyelven). realmadrid.com
- Jesé adatlapja a worldfootball.net oldalon (angolul)
- Jesé adatlapja a Soccerway oldalon (angolul)